# کوئینسی (بازیگر)
کوئینسی (انگلیسی: Quincy؛ زادهٔ ۴ ژوئن ۱۹۹۱) بازیگر، خوانندگی اهل ایالات متحده آمریکا است. وی از سال ۲۰۰۸ میلادی تاکنون مشغول فعالیت بوده است.